# San Bernardino (California)
San Bernardino è una città situata nell'area metropolitana di Riverside-San Bernardino (a volte chiamata Inland Empire), capoluogo della contea omonima, nello stato della California, negli Stati Uniti d'America.
Situata nella regione dell'Inland Empire, San Bernardino si estende per 81 miglia quadrate (210 km²) sul fondo della San Bernardino Valley e aveva una popolazione di 209 924 abitanti al censimento del 2010. San Bernardino è la 17ª città più grande della California e la 100ª città più grande degli Stati Uniti. San Bernardino è sede di numerose missioni diplomatiche per l'Inland Empire, essendo una delle quattro città della California con numerosi consolati ( le altre tre sono Los Angeles, San Diego e la grande area metropolitana della baia di San Francisco, tra cui San Jose e San Francisco). I governi di Guatemala e Messico hanno anche istituito i loro consolati nel centro della città.
La California State University si trova nella parte nord-occidentale della città. L'università ospita anche la Coussoulis Arena. Altre attrazioni di San Bernardino sono l'ASU Fox Theatre, il McDonald's Museum, che si trova sul sito originale del primo McDonald's, il California Theatre, le San Bernardino Mountains e il San Manuel Amphitheater, il più grande anfiteatro all'aperto degli Stati Uniti. Inoltre, la città ospita la squadra di baseball degli Inland Empire 66ers; giocano le partite casalinghe al San Manuel Stadium nel centro di San Bernardino.
Nell'agosto del 2012 San Bernardino è diventata la città più grande a dichiarare bancarotta ai sensi del capitolo 9 del codice fallimentare statunitense. Nel 2013 il record sarà battuto da Detroit. Il caso di San Bernardino è stato depositato il 1º agosto.

## Geografia fisica
Secondo lo United States Census Bureau, ha un'area totale di 61,95 mi² (160,45 km²).

## Società

### Evoluzione demografica
Secondo il censimento del 2010, la popolazione era di 209 924 abitanti.

### Etnie e minoranze straniere
Nel 2010, la composizione etnica della città era formata dal 45,6% di bianchi, il 15,0% di afroamericani, l'1,3% di nativi americani, il 4,0% di asiatici, lo 0,4% di oceaniani, il 28,5% di altre razze, e il 5,1% di due o più etnie. Ispanici o latinos di qualunque razza erano il 60,0% della popolazione.